# Камерен Парк (Калифорнија)
Камерен Парк (енгл. Cameron Park) насељено је место без административног статуса у америчкој савезној држави Калифорнија.

## Демографија
По попису из 2010. године број становника је 18.228, што је 3.679 (25,3%) становника више него 2000. године.
| Група             | 2000.          | 2010.          |
| Белци             | 12.847 (88,3%) | 14.912 (81,8%) |
| Афроамериканци    | 92 (0,6%)      | 143 (0,8%)     |
| Азијати           | 209 (1,4%)     | 425 (2,3%)     |
| Хиспаноамериканци | 975 (6,7%)     | 2.056 (11,3%)  |
| Укупно            | 14.549         | 18.228         |